# Ca l'Amat (Avinyonet del Penedès)
Ca l'Amat és una obra del municipi d'Avinyonet del Penedès (Alt Penedès) protegida com a bé cultural d'interès local. L'edifici ha experimentat diverses modificacions i reformes al llarg del temps.

## Descripció
Ca l'Amat és una masia situada a prop del nucli urbà de Sant Sebastià dels Gorgs. Té planta rectangular i consta de planta baixa, un pis i golfes. La façana principal presenta com a elements més remarcables una porta d'arc rebaixat, una finestra reixada i les quatre obertures d'arc de mig punt amb imposta de les golfes. La coberta, a dues vessants, és de teula àrab. Adossat a la masia hi ha un porxo d'arcs de mig punt.